# Holthausen (Hattingen)
Holthausen ist ein Stadtteil von Hattingen im Ennepe-Ruhr-Kreis. Urkundlich erstmals 1054 erwähnt, hat der Stadtteil 5733 Einwohner (Stand: 30. Juni 2023).

## Geschichte
Zu den Relikten einer frühgeschichtlichen Besiedlung zählen die Grabhügel von Holthausen.
Während die Erklärung der meisten Ortsnamen mehr oder weniger Schwierigkeiten bereitet, ist die Bedeutung des Wortes Holthausen ganz offensichtlich: Als schon größere Flächen des Umlandes urbar gemacht, zu Weiden und Feldern umgestaltet worden waren, da lag das Gebiet des heutigen Ortsteiles Holthausen noch als Gehölz da. Als die umliegenden Gebiete den Bauern etwa im 7. Jahrhundert nicht mehr ausreichend Lebensraum boten, wurden weitere waldreiche Gebiete erschlossen, man zog „’int Holt“ (Holz), daher der Ortsname Holthausen. Benannt wurde nach Flöer somit eine Siedlung bei den Häusern am Gehölz.
Kaiser Heinrich der III. schenkte den Reichshof Holthausen am 15. November 1054 dem Stift Essen. Diese Behauptung in einer Abschrift aus dem 17. Jahrhundert erwies sich inzwischen als Fälschung. Holthausen wird zwar 1054 mit in uilla quae dicitur Holthusen urkundlich erwähnt, eine Schenkung des Kaisers ist aber nicht belegt und laut Eversberg hat es auch nie einen Reichshof Holthausen gegeben. Belegt ist im 10. Jahrhundert eine Schenkung des Hofes Sünsbruch in Holthouson an die Reichsabtei Werden. Auch um 1150 erscheint Holthusen im Urbar von Kloster Werden. 1318 wird der Ort als Zehntbesitz (decimam in Holthusen) erwähnt. Im Jahr 1325 verkaufte der Ritter und Ministeriale Arnold von Hattnegghen eine Hufe in der Holthauser Mark an die Kirche zu Hattingen. Dem Stift Essen gehörten in dieser Zeit mehrere Höfe in Holthausen und die Mastgerechtigkeit für 40 Schweine. Ab 1735 werden erstmals Nieder- und Oberholthausen genannt. Mit der anliegenden Gemeinde Welper blieb Holthausen bis ins 18. Jahrhundert verbunden und zwar in Form einer Markgenossenschaft.
Holthausen gehörte im Spätmittelalter und der Frühen Neuzeit in eigener Bauerschaft (Holthusen) im Amt Blankenstein und Gericht Hattingen zur Grafschaft Mark. Laut dem Schatzbuch der Grafschaft Mark von 1486 hatten die 20 Steuerpflichtigen Hofbesitzer in der Bauerschaft zwischen ein und fünf Goldgulden an Abgabe zu leisten. Darunter fünf Höfe mit Abgaben an das Stift Essen. Der Hof des Jan Marpman mit vier Goldgulden Abgabe war als Salgut der Haupthof der Bauerschaft. Laut Dienstgeldregister des Hauses Blankenstein von 1685 wurden 21 Hofbesitzer in der Holthuser Burschafft mit unterschiedlichen Albus-Beträgen besteuert. Laut einer Aufstellung von 1739 unterstanden dem Mühlenbann der Königlich-Blankensteiner Mühle alle Personen von Ober- und Niederholthausen, ausgenommen 8 Personen aus Oberholthausen die der Weiler-Mühle unterstanden.
Um 1700 gab es 13 Höfe in Holthausen und 1743 wurde in Niederholthausen ein Schulhaus für 53 Kinder errichtet. 1863 wurde in Oberholthausen die evangelische Schule eingeweiht. Die Gemeinden Holthausen und Welper wurden 1886 vom Amt Hattingen abgetrennt und dem Amt Blankenstein angegliedert. Im Jahr 1885 hatte Holthausen (plus 5 Wohnplätze) eine Fläche von 8,65 km², davon 388 ha Ackerland, 95 ha Wiesen und 305 ha Holzungen. Es gab 141 Wohngebäude mit 203 Haushaltungen und 1221 Einwohner.
Bis zum Ende des 19. Jahrhunderts kannte man hier nur Straßen und Wege, die lediglich ländlichen Ansprüchen gerecht wurden, denn es gab nur wenige Höfe. Von 1899 bis 1901 wurde die Holthauser Chaussee gebaut. Am 1. April 1939 wurden die westlich und südlich des Sprockhöveler Baches gelegenen Gebiete der Gemeinden Holthausen und Welper der Stadt Hattingen zugeschlagen.
1939 wurde die Zeche Aurora gegründet, die ebenso wie die Schachtanlage Barbara bis 1965 Kohle förderte. Bereits 1942 wurde eine Gemeindebücherei eröffnet.
Am 1. April 1966 wurde die bis dahin selbstständige Gemeinde nach Blankenstein eingemeindet.
In diesem industriearmen Stadtteil siedelten sich in der zweiten Hälfte des 20. Jahrhunderts insbesondere aufgrund der naturnahen Lage und der Nähe zur Stadt Hattingen Familien mit Kindern an, so dass am 16. August 1971 die Grundschule in Holthausen eingeweiht, am 2. September 1974 der kath. Kindergarten eröffnet und schließlich ein zweiter Kindergarten in der Lindstockstraße gebaut wurde.
Ein weiterer Fortschritt für die Struktur des Ortes war der Bau eines Schulzentrums an der Lindstockstraße für 2000 Schüler mit Unterbringung des Gymnasiums Holthausen und einer Hauptschule, mit angrenzenden Hallenbad und Sportplatz, welches im August 1978 übergeben wurde. Seit dem Schuljahr 2003/2004 ist dort das Gymnasium und eine Realschule untergebracht. Aufgrund sinkender Anmeldezahlen musste die Realschule aber bereits wieder geschlossen werden. Für eine Übergangszeit zieht nun die Berufsschule aus Hattingen dort ein, da dort größere Renovierungen durchgeführt werden.
Am 22. Dezember 1985 erweiterte die St. Georgs-Kirchengemeinde ihre Räumlichkeiten und ihren Wirkungsbereich durch die Einweihung eines neuen evangelischen Gemeindezentrums an der Dorfstraße.
Am 13. Januar 1991 wurde der Grundstein für die Neurochirurgische Reha-Klinik Klinik Holthausen gelegt (heute Helios Klinik Hattingen-Holthausen). Die Eröffnung erfolgte 1993, eine Erweiterung durch eine Kinderabteilung 1996. Die Reha-Klinik gehört heute zu den größten Arbeitgebern in Hattingen.
Die Einwohnerzahl Holthausens verdreifachte sich zwischen 1966 und 2003 auf 5820 Einwohner. In verschiedenen Teilen des Stadtteils wurden größere Baugebiete erschlossen.
Ein Freizeitangebot bieten Sportvereine in der Mehrzweckhalle an der Grundschule, wo auch einige Feste und Feierlichkeiten stattfinden, weiterhin die Sportplätze An der Behrenbeck, der Heimat des größten Sportvereines in Holthausen (PSV Ennepe) und am Schulzentrum mit Beachsportmöglichkeiten.
Durch den Einsatz engagierter Bürger und Eltern konnte am 21. Februar 1977 erstmals der Holthauser Rosenmontagszug stattfinden, der auch nach über 25 Jahren Bestandteil des Hattingener Terminkalenders ist. Zu den regelmäßigen Veranstaltungen zählen das Holthauser Straßenfest (seit 2003) auf der Dorfstraße und sonstige Veranstaltungen wie zum Beispiel Seifenkistenrennen und Weihnachtsmarkt.

## Persönlichkeiten
- Paul Ueberhorst (1887–1947), Politiker